# Huis Barnaart
Het Huis Barnaart is een monumentaal herenhuis aan de Nieuwe Gracht 7 in Haarlem. Het is sinds 2021 te bezoeken als museum(huis).

## Geschiedenis
Willem Philip Barnaart, onder meer burgemeester en Statenlid, gaf aanvankelijk opdracht aan architect Abraham van der Hart om zijn huis aan de Nieuwe Gracht te verbouwen. Op een bepaald moment werd besloten een nieuw pand neer te zetten. Op 26 januari 1804 legde Barnaart hiervoor de eerste steen. Het koetshuis en de koetsierswoning, die behoorden bij het oude huis, bleven behouden. In 1807 was koning Lodewijk Napoleon in het huis te gast. Na Barnaarts overlijden in 1851 kwam het huis in handen van Willem Henry Koppiers (1852-1868) en Tjepke Mulier (1868-1880).
Vanaf 1880 is het huis niet meer in particulier bezit. Het was in gebruik als ambtswoning van de Commissaris van de Koning(in) van de provincie Noord-Holland (1880-1940) en werd daarna 1945 verhuurd aan de Stichting Heem- en Volkskundige Werkgemeenschap De lage landen. Volgende huurders waren  de Animex Handelsmaatschappij (1946-1978), Provinciale waterstaat van Noord-Holland (1978-1990), de Culturele raad van Noord-Holland en de Stichting Sportservice Noord-Holland (vanaf 1990). In 1991 werd het pand gerestaureerd. Het huis is sinds 2002 in handen van de Vereniging Hendrick de Keyser. In 2016 werd de restauratie van het interieur afgerond, waarna het huis officieel heropend werd door Commissaris van de Koning Johan Remkes.
De Vereniging Hendrick de Keyser heeft van het pand een Museumhuis gemaakt (geopend in juli 2021), waarin meubels uit de Koninklijke Verzameling, afkomstig van het Paleis op de Dam, als bruikleen een plaats hebben gekregen.

## Beschrijving
Het pand heeft een brede, statige gevel, met klassieke Ionische pilasters van Bentheimer zandsteen. De middenpartij wordt gedekt door een fronton met daarin een rondboogvenster. De hoge, dubbele stoep heeft fraaie leuningen, voor het huis staan hardstenen palen met kettingen. Het huis heeft een van de eerste interieurs in empirestijl in Nederland. De Amsterdamse tapissier en meubelleverancier Joseph Cuel, die een aandeel had in de inrichting van het tot paleis verbouwde stadhuis van Amsterdam voor koning Lodewijk Napoleon (in 1808), was ook betrokken bij de inrichting van Huis Barnaart. Het pand is sinds 1969 een rijksmonument.

## Afbeeldingen

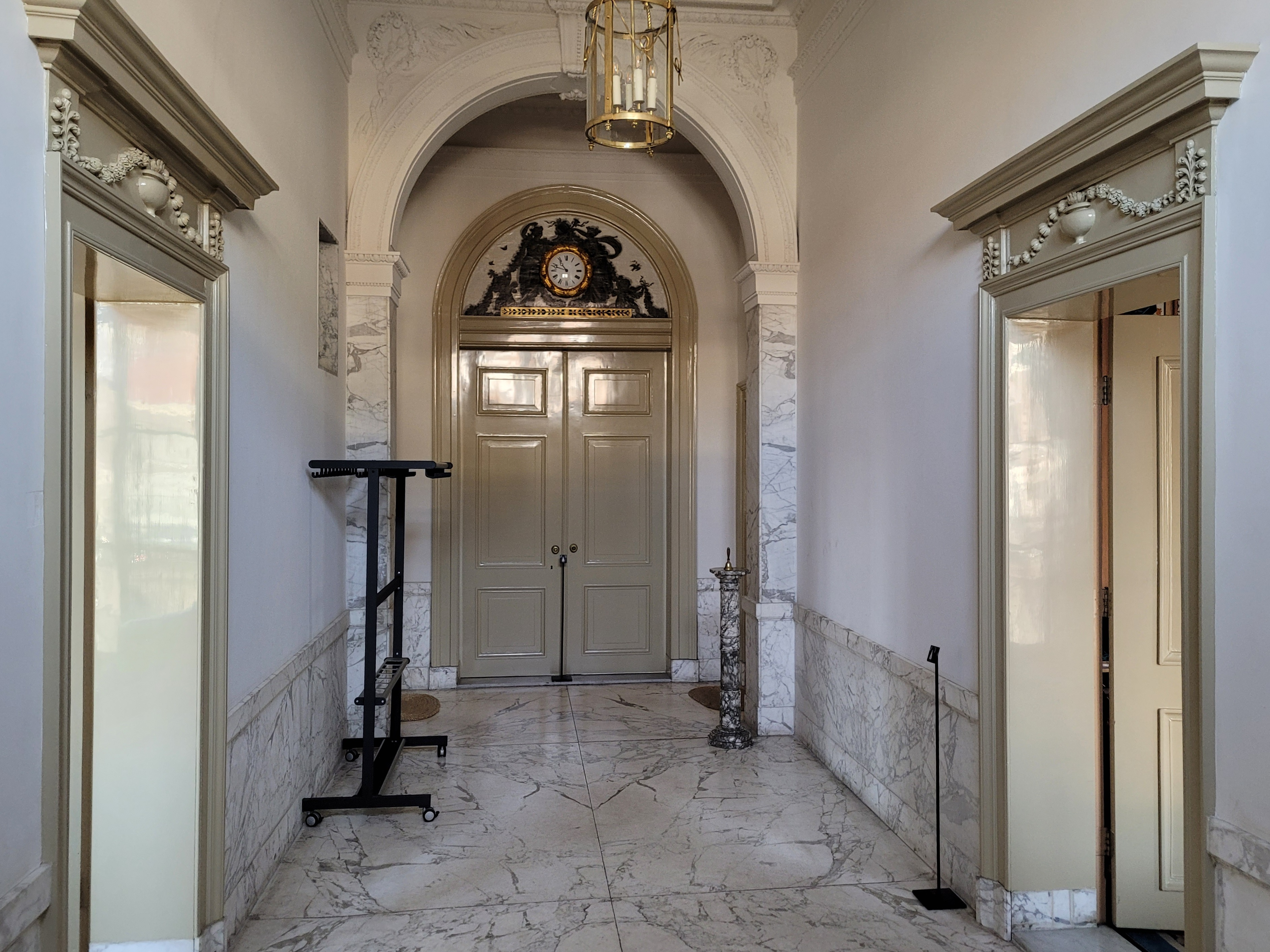
De vestibule
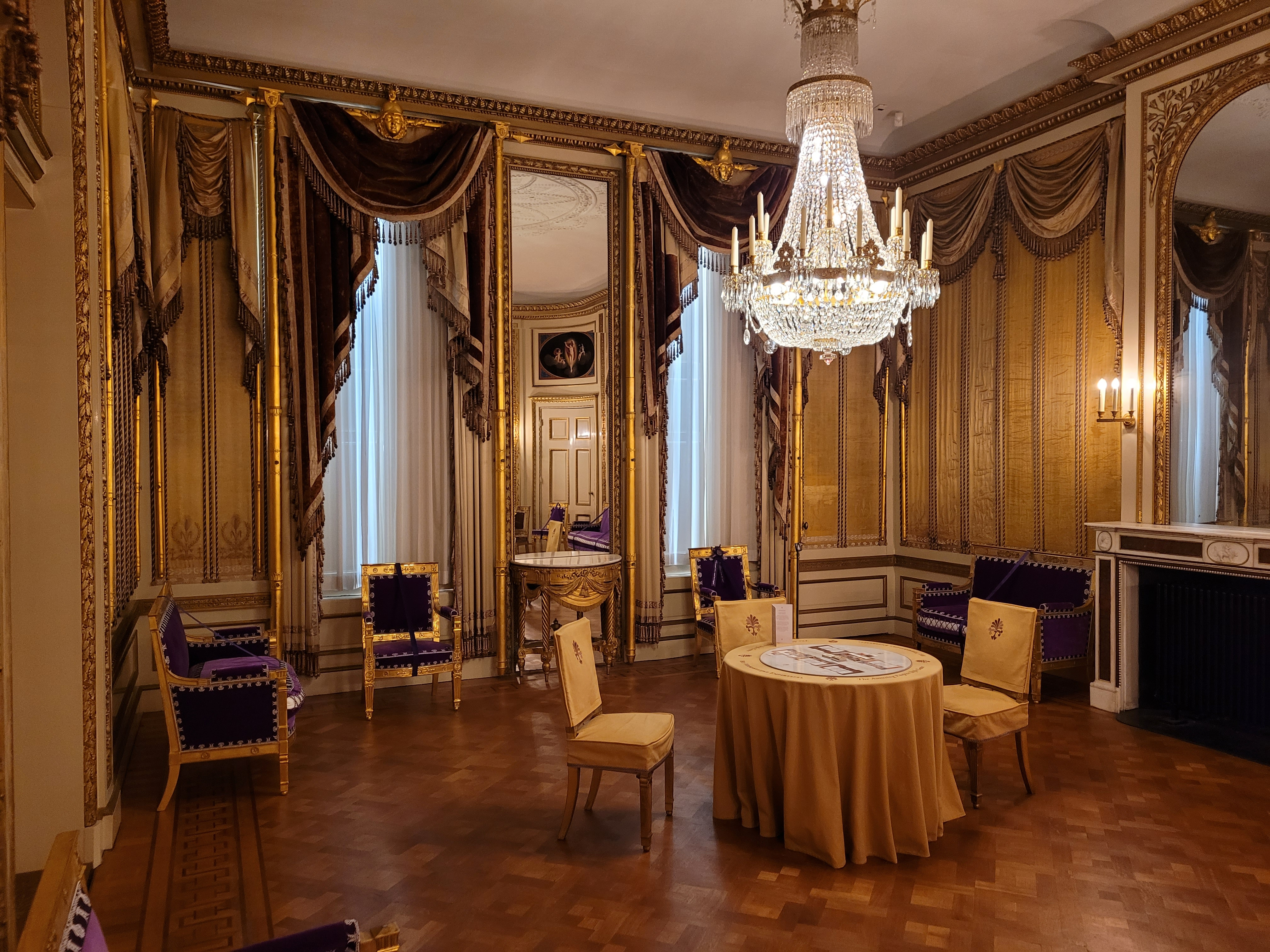
Gouden Salon, met oorspronkelijke zijdebekleding
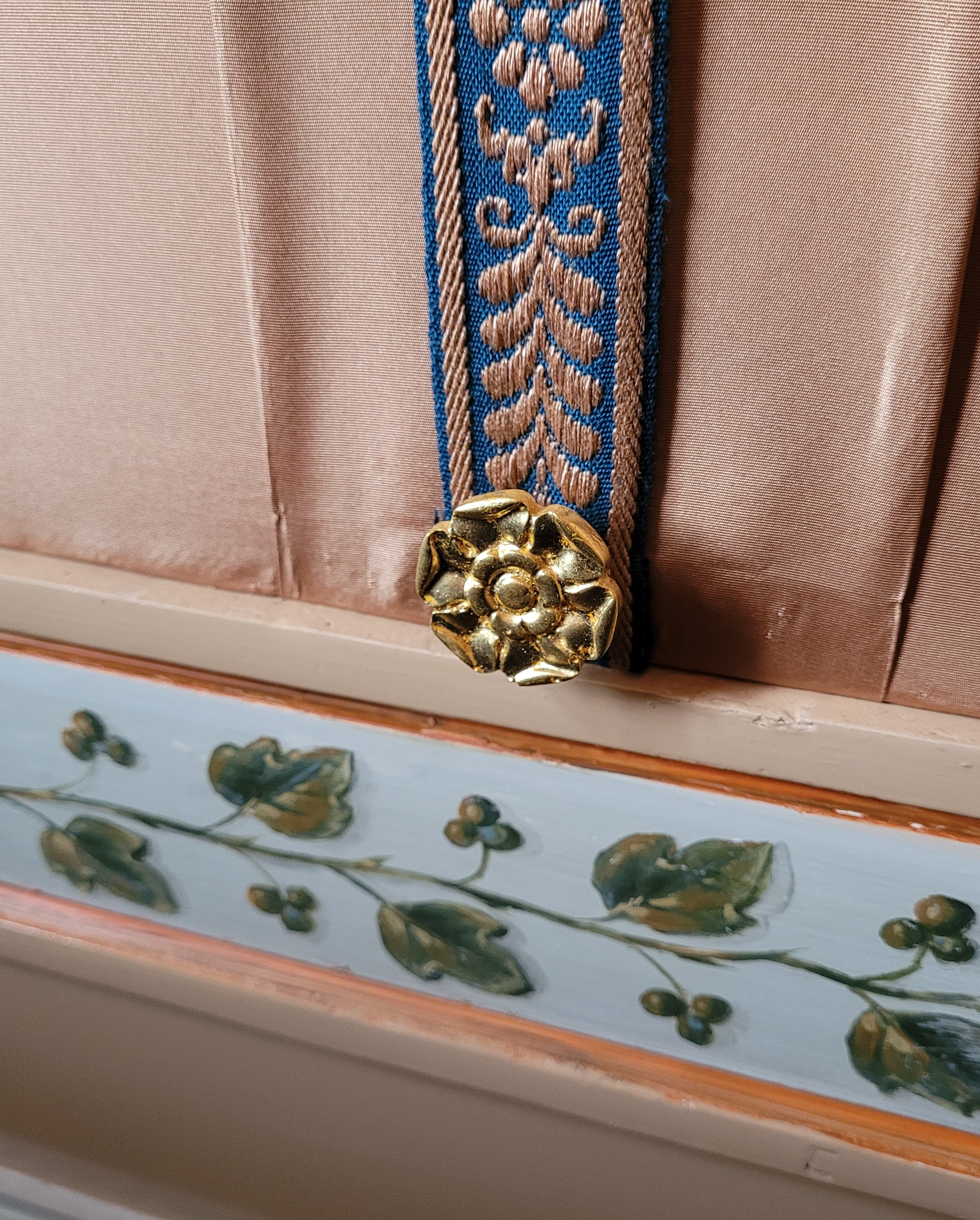
Detail wandbespanning in de antichambre
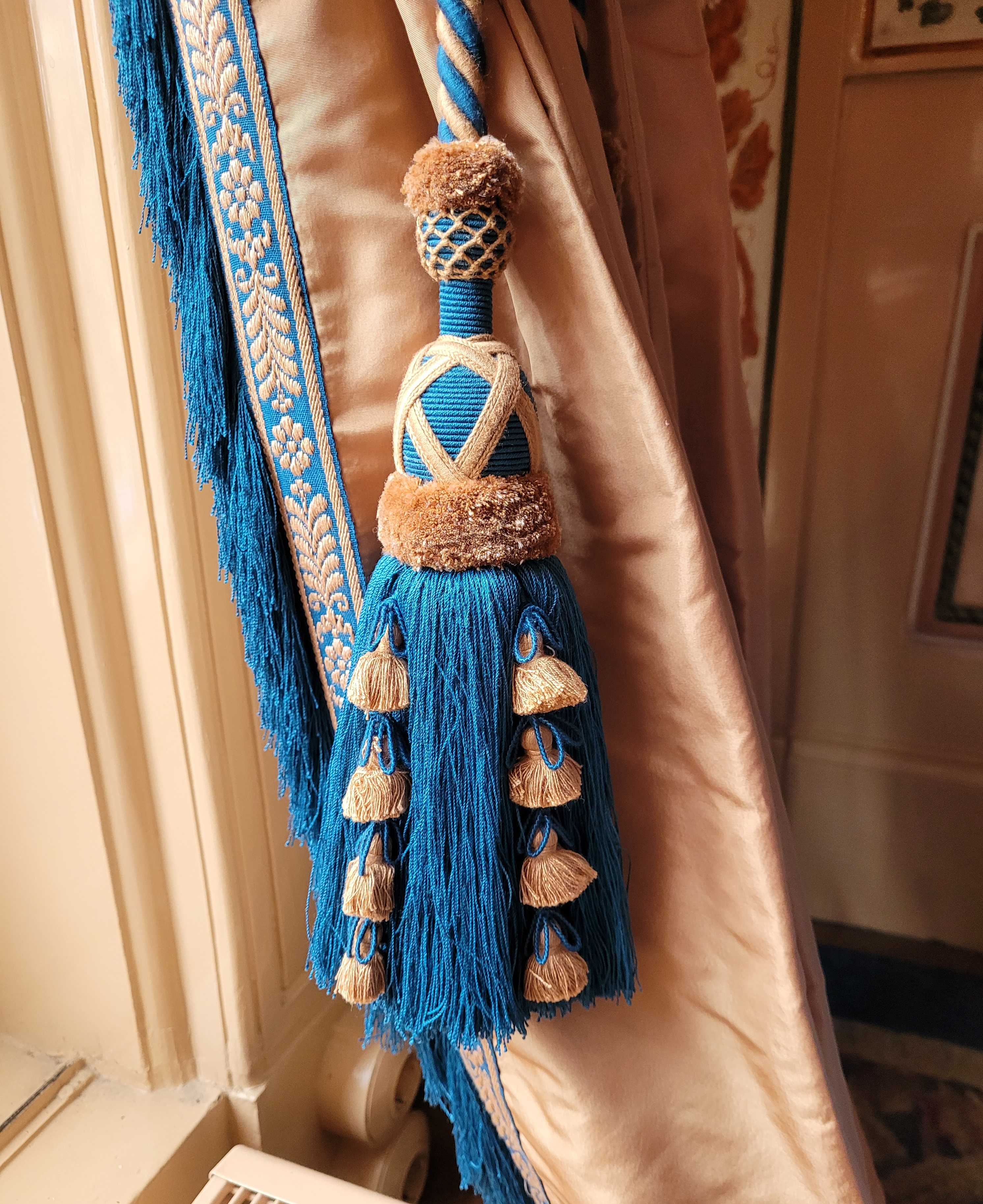
Gordijnkwast (pompon) in de antichambre
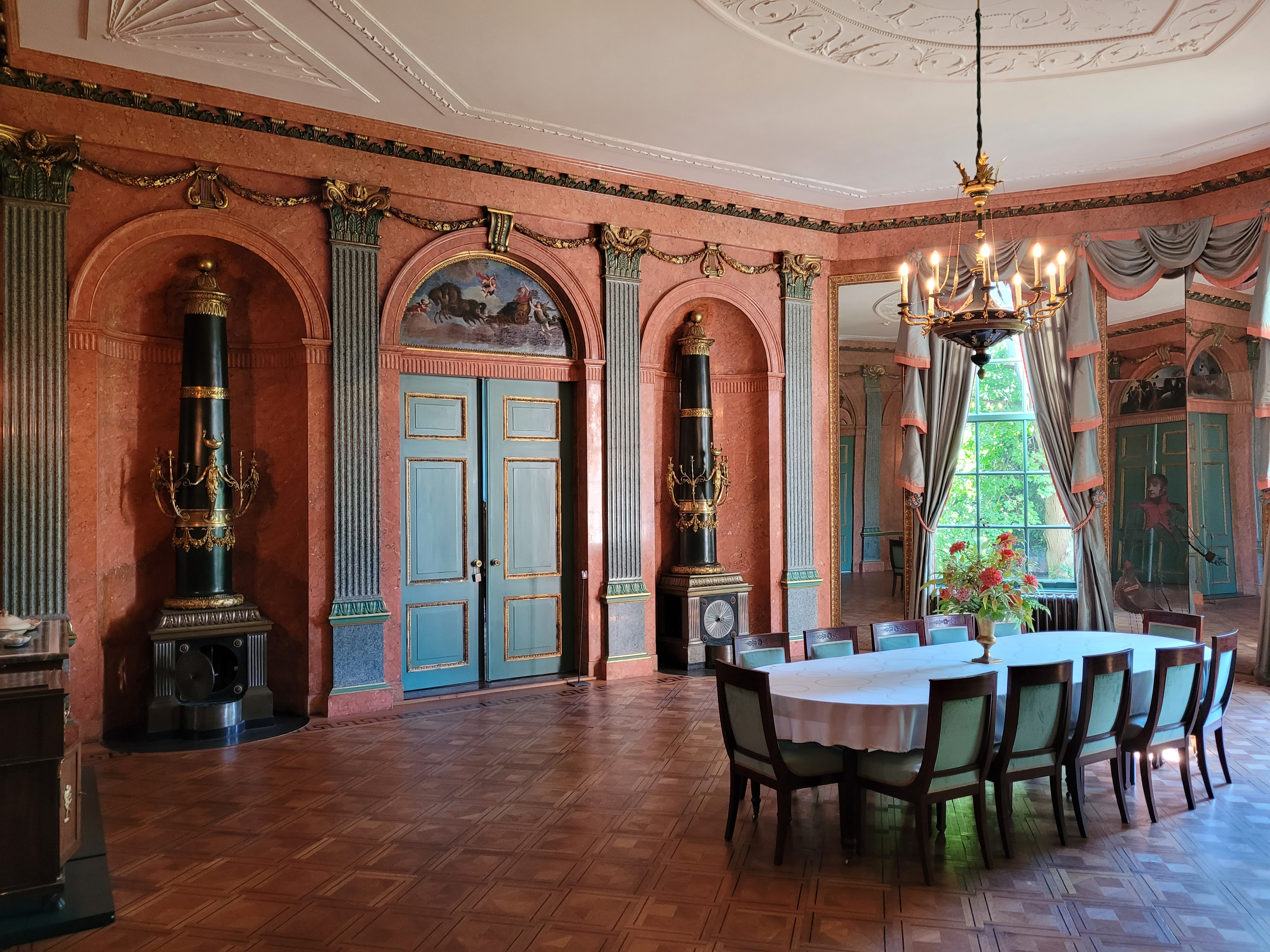
De marmeren eetzaal
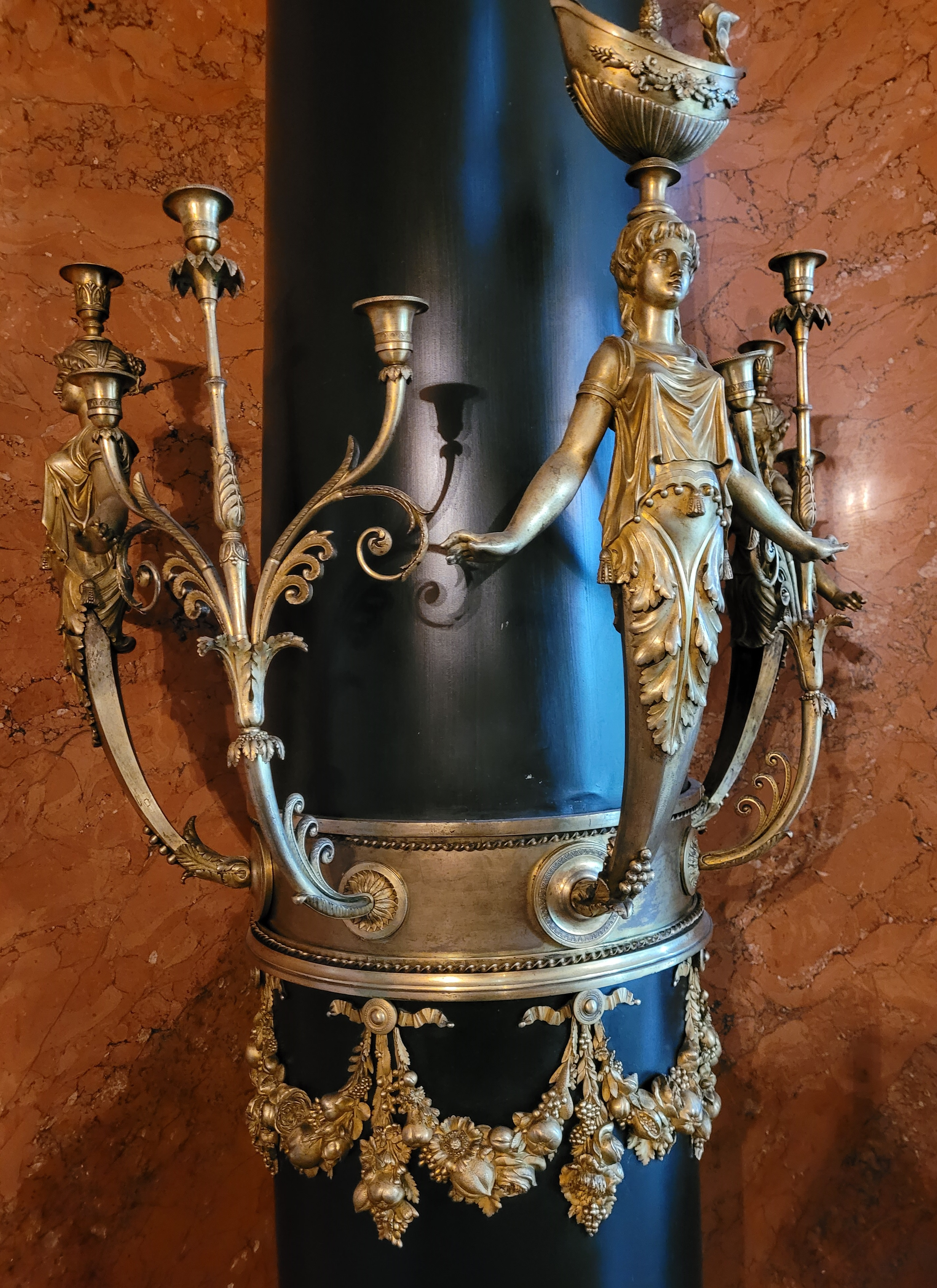
Versiering kolomkachel in de marmeren eetzaal